# 30061 Vishnushankar
30061 Vishnushankar este un asteroid din centura principală de asteroizi.

## Descriere
30061 Vishnushankar este un asteroid din centura principală de asteroizi. A fost descoperit pe 10 martie 2000 la Socorro, New Mexico, în cadrul proiectului LINEAR. Asteroidul prezintă o orbită caracterizată de o semiaxă mare de 2,25 ua, o excentricitate de 0,09 și o înclinație de 1,9° în raport cu ecliptica.